# Лібан
Лібан (рум. Liban) — село у повіті Харгіта в Румунії. Входить до складу комуни Сусень.
Село розташоване на відстані 238 км на північ від Бухареста, 30 км на північний захід від М'єркуря-Чука, 147 км на схід від Клуж-Напоки, 98 км на північ від Брашова.

## Населення
За даними перепису населення 2002 року у селі проживали 66 осіб, усі — угорці. Усі жителі села рідною мовою назвали угорську.